# Eau purifiée
Une eau purifiée est une eau issue d'un traitement physique destiné à supprimer les impuretés. L'eau distillée et l'eau déminéralisée (aussi appelée déionisée), souvent utilisées en laboratoire et dans l'industrie, sont des exemples bien connus.

## Utilisation
Il est d'usage d'utiliser de l'eau très pure (déminéralisée : eau sans ou avec des traces de sels minéraux) pour certaines opérations de rinçage en traitement de surface : la qualité d'eau de rinçage doit être suffisante pour évacuer correctement les polluants sans en apporter d'autres.
L'eau ultrapure, qui peut être produite au terme d'une séquence de dix opérations comprenant l'osmose inverse, est requise en microélectronique et en chimie analytique pour par exemple doser par spectrométrie des teneurs en ppb d'une espèce chimique en solution aqueuse.
Dans le domaine de la santé, le niveau de qualité de l'eau utilisée est réglementé de manière stricte. Pour simplifier : chaque fois que de l'eau doit entrer dans le corps humain ou au contact des organes ou des muqueuses, autrement que par la voie digestive normale, que ce soit directement ou indirectement (après séchage), l'usage d'une eau purifiée est requis.
- La pharmacopée européenne reconnait trois niveaux de purification en fonction des applications : l'eau purifiée (EP), l'eau hautement purifiée (EHP), et l'eau pour préparation injectable (EPPI). Ces qualités sont physiquement très proches et correspondent à un niveau de conductivité inférieur à 1,1 µS/cm. Elles se distinguent essentiellement par leur niveau de propreté microbiologique croissant et par le fait que l'EPPI (qui doit être stérile) est obligatoirement obtenue par distillation.
- Les pharmacopées américaines et japonaises sont très similaires mais n'imposent pas la distillation comme mode d'obtention pour l'EPPI.

En hémodialyse, la pharmacopée prescrit une eau totalement exempte d'aluminium et de zinc.

## Mesure de la pureté
La mesure de la conductivité électrique d'un électrolyte liquide est un moyen typique de contrôler en continu (au moyen d'un automate en industrie) la qualité de la purification. Pour fixer les idées, une eau déionisée de haute qualité présente une conductivité d'environ 5,5 μS/m.
| Type                                | Résistivité (kΩ cm) |
| ----------------------------------- | ------------------- |
| Eau industrielle                    | 4 à 8               |
| Eau de ville                        | 7 à 15              |
| Eau déminéralisée                   | 150 à 500           |
| Eau ultrapure pour semi-conducteurs | > 18 200 à 25 °C    |

## Galerie

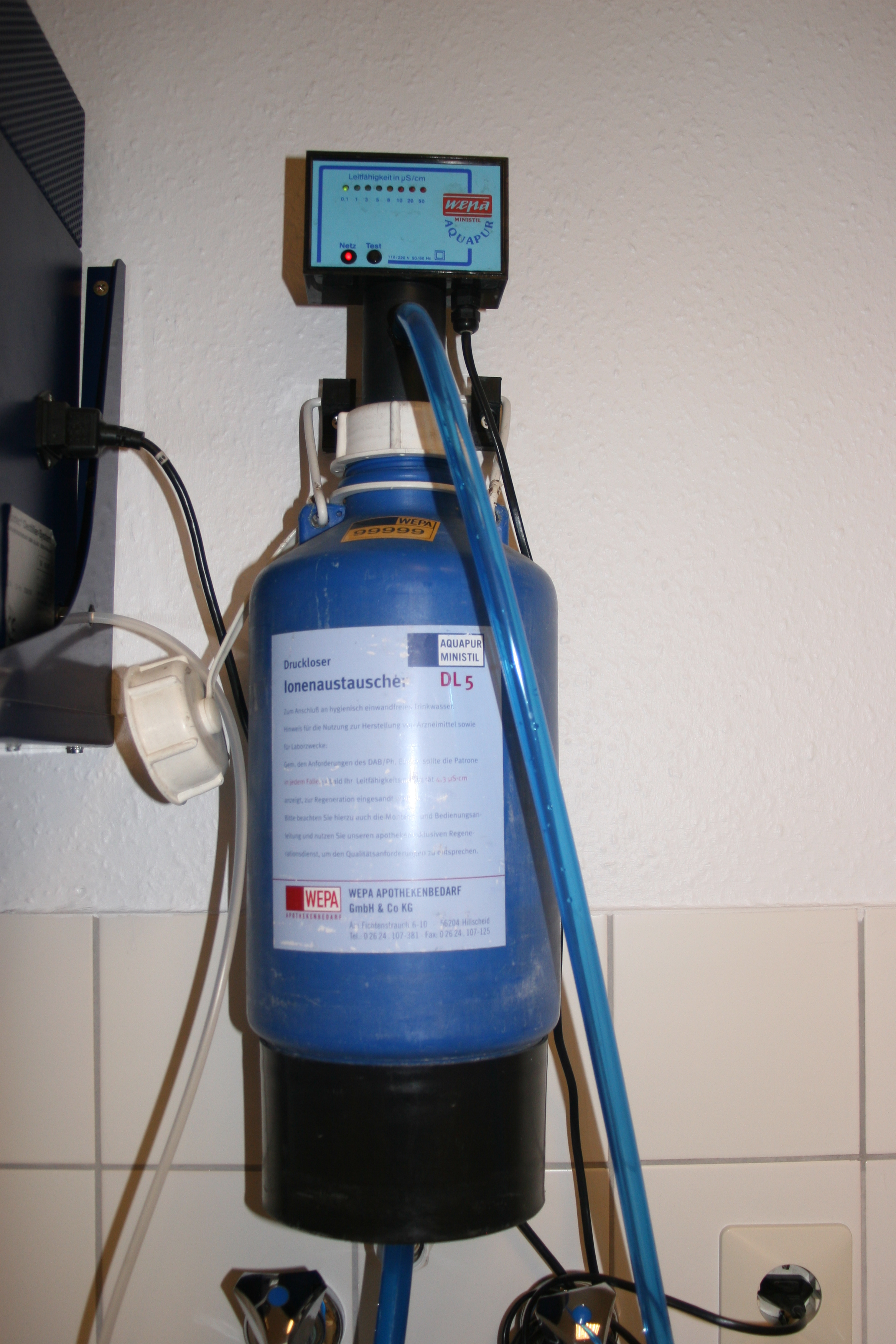
Système d'échangeur d'ions avec contrôle de la conductance électrique (0,1 μS/cm affiché).
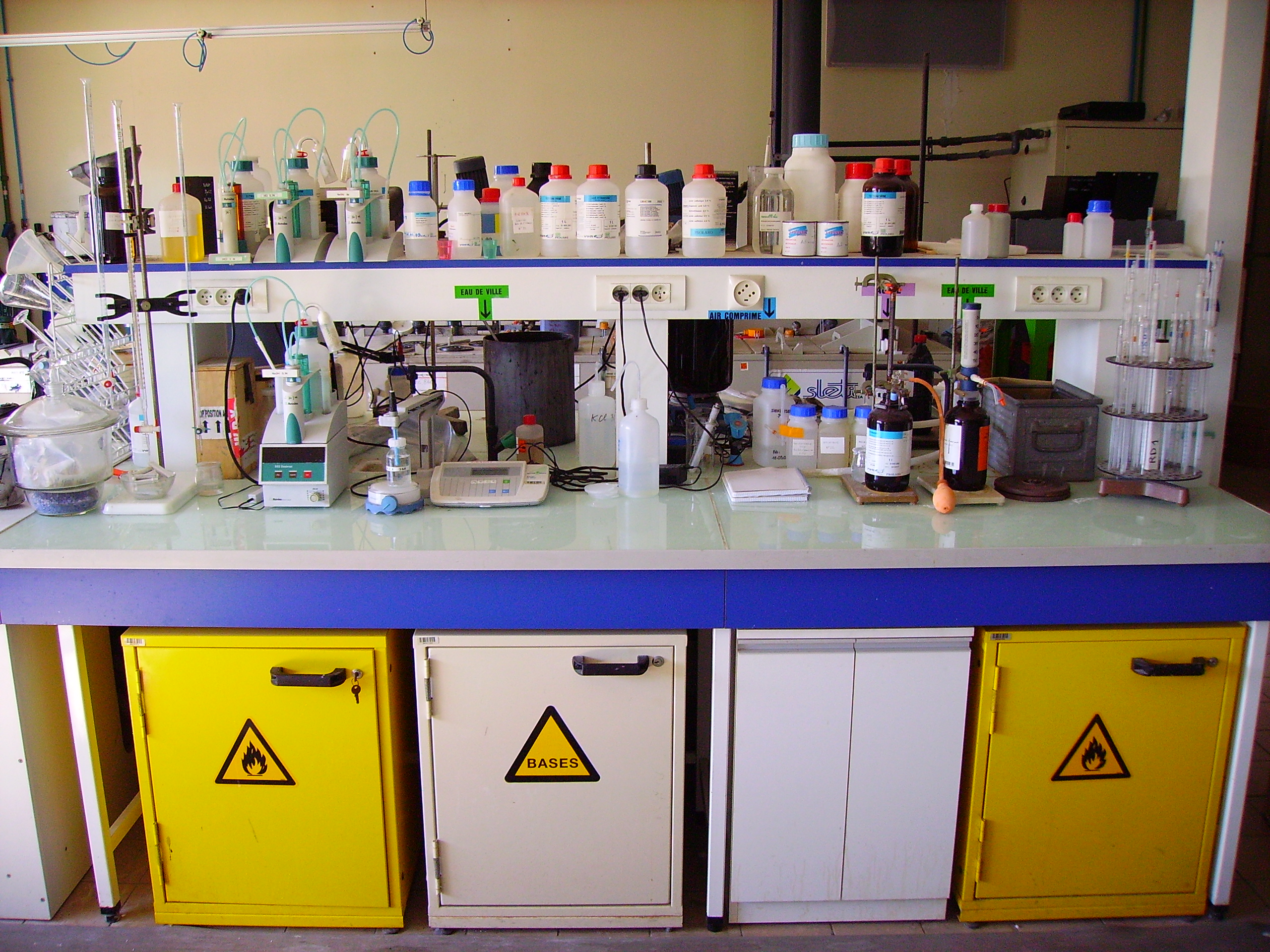
Étiquetage « Eau de ville » sur une paillasse, pour faire la distinction avec les robinets d'eau déminéralisée.